# La miliardaria (commedia)
La miliardaria (The Millionairess) è una commedia in quattro atti di George Bernard Shaw, scritta nel 1935, rappresentata e pubblicata in volume nel 1936.

## Trama

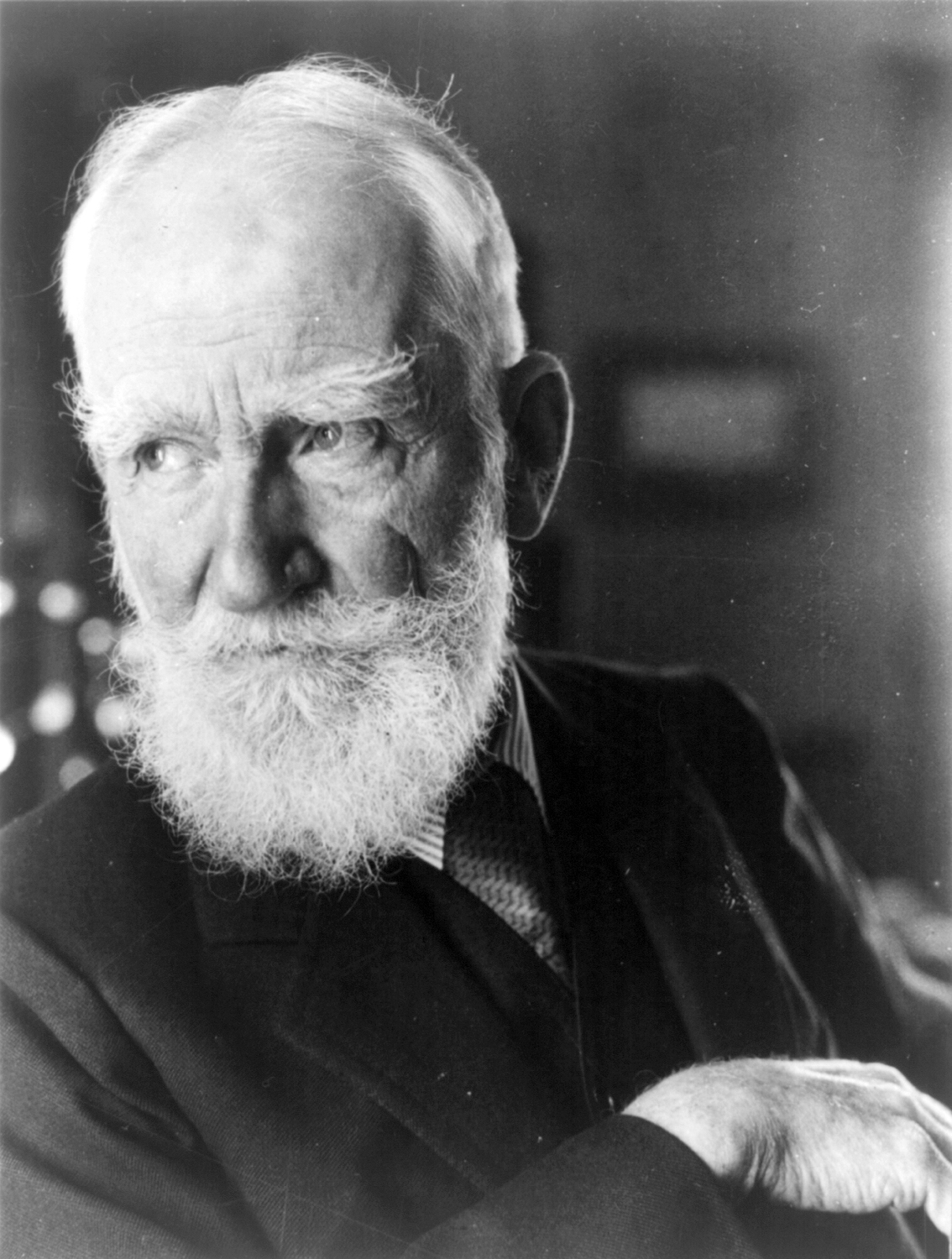
Fotografia di George Bernard Shaw (1934)

La commedia è una satira «scritta come farebbe Ben Jonson se fosse vivo» . La protagonista è Epifania di Parerga, un'italiana miliardaria viziata residente a Londra. Epifania, scontenta del suo matrimonio con Alastair, campione di tennis e pugilato ma da lei giudicato un uomo inetto, si reca da un avvocato per fare testamento, lasciare erede il marito e subito dopo suicidarsi. Giulio Sagamore, il suo cinico avvocato, le fa cambiare idea. Più tardi Epifania si innamora di un medico egiziano socialista e vorrebbe sposarlo. I due decidono un patto reciproco: prima del matrimonio, il dottore si impegna a far fruttare di dieci volte un capitale iniziale di 150 sterline, mentre Epifania si impegna a vivere per sei mesi con sole 200 piastre, cifra corrispondente a soli 35 scellini.

## Rappresentazioni
La commedia di G. B. Shaw fu rappresentata per la prima volta, in lingua tedesca, il 4 gennaio 1936 all'Akademietheater di Vienna dalla compagnia del Burgtheater. La prima rappresentazione nell'originale inglese avvenne a Melbourne, in Australia, il 7 marzo 1936 al King's Theatre dalla compagnia McMahon. Fu rappresentata per la prima volta nel Regno Unito il 17 novembre 1936 dalla Matthew Forsyth Repertory Company al De La Warre Pavilion, Bexhill-on-Sea, East Sussex. Fu rappresentata. infine, per la prima volta a Londra il 29 maggio 1944 da Jack de Leon al "Q Theatre".
Una rappresentazione in lingua italiana de La miliardaria è stata trasmessa dalla Rai nel 1972 con la regia di Giuliana Berlinguer; nel cast: Valeria Moriconi (Epifania), Mariano Rigillo (Giulio Sagamore), Mario Valgoi (Alastair Fitzfassenden), Paolo Graziosi (Adriano Blenderbland), Milena Vukotic (Patrizia Smith), Giacomo Piperno (il medico egiziano), Ezio Marano (il sarto), Jolanda Verdirosi (la sarta), Luciano Virgilio (il direttore).

## Adattamenti
Dalla commedia è stato tratto nel 1960 il film La miliardaria di Anthony Asquith e con Sophia Loren e Peter Sellers.

## Edizioni
- George Bernard Shaw, The simpleton, The six, and The millionairess: being three more plays, London: Constable, 1936
- Giorgio Bernardo Shaw, Il giudizio universale: un prologo e due atti; La milionaria: quattro atti; Idillio villereccio: commediola per due voci; unica riduzione italiana autorizzata di Bruno Maffi e C. Carlo Castelli, Milano: A. Mondadori, 1939
- Bernard Shaw, Il giudizio universale; I sei di Calais; La miliardaria, traduzione di Paola Ojetti, Coll. Biblioteca moderna Mondadori n. 454, Milano: A. Mondadori, 1956
- Bernard Shaw, La professione della signora Warren; Cesare e Cleopatra; La miliardaria: commedie; traduzione di Paola Ojetti; introduzione di Paolo Bertinetti, Coll. Oscar mensili n. 2, Milano : A. Mondadori, 1965